# Epididimite
L'epididimite è un'infiammazione dell'epididimio, ovvero del dotto che collega i testicoli con i vasi deferenti e attraverso il quale lo sperma arriva all'uretra, talvolta accompagnata da orchioepididimite, l'infiammazione del testicolo stesso.

## Epidemiologia
Tale infiammazione è frequente nei pazienti di età compresa tra i 19 e i 35 anni.

## Eziologia
Gran parte delle epididimiti ha una causa batterica. Nei pazienti al di sotto dei 35 anni è spesso legata a malattie sessualmente trasmissibili, in particolar modo gonorrea e clamidia, ed avere inizio come uretrite. Nei pazienti di età superiore a 35 anni la maggior parte dei casi è legata alla presenza di colibacilli gram negativi in presenza di anomalie urologiche, cateteri permanenti o in pazienti sottoposti a procedure urologiche.
Esistono anche epididimiti di origine virale e micotiche, ad esempio da actinomicosi o blastomicosi, che possono essere sviluppate da persone con sistema immunitario compromesso, ad esempio affette da HIV.
L'epididimite gonococcica o blenorragica, è una complicazione della blenorragia ed insorge in forma acuta, mentre l'epididimite tubercolare colpisce per lo più la testa e il corpo dell'epididimio, ha un decorso subacuto. Gonorrea e clamidia sono la causa del 50% dei casi di epididimite nei pazienti di età inferiore ai 39 anni.
Per le epididimiti non infettive, queste sono spesso legate ad un'irritazione chimica secondaria a reflusso urinario nell'epididimio che può verificarsi con la manovra di Valsalva o a seguito di un trauma locale.
In casi rari può essere legata all'assunzione di farmaci come l'amiodarone utilizzati per il trattamento delle aritmie cardiache. L'epididimite risulta essere la causa principale di dolore allo scroto negli uomini adulti e negli Stati Uniti ogni anno, circa 600 000 persone ne sono affette.

## Patogenesi

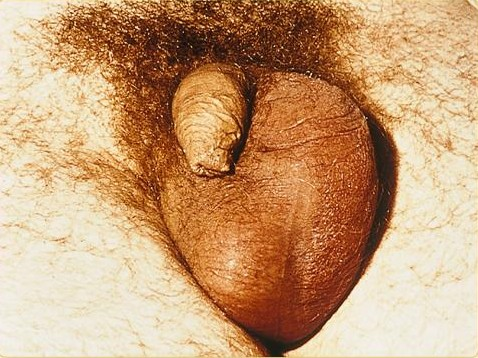
Epididimite

### Complicanze
Se non trattata, l'epididimite può portare a:
- ascessi dell'epididimio
- ascessi testicolari
- sepsi
- sterilità

## Clinica

### Segni e sintomi
Generalmente sono presenti dolore, che in alcuni casi si estende anche all'addome, e tumefazione monolaterale dello scroto. Nel caso di epididimiti batteriche il paziente può presentare anche febbre, nausea o sintomi urinari. Qualora la causa sia un'uretrite, può presentarsi una secrezione uretrale. Qualora si instauri la sepsi i sintomi includono febbre, tachicardia, ipotensione e stato tossico.
In alcuni casi il paziente può lamentare anche:
- minzione dolorosa
- minzione frequente
- incontinenza

### Diagnosi
La diagnosi si basa su esame obiettivo che rileva gonfiore, indurimento, marcato indolenzimento e a volte anche eritema mono o bilaterale. In alcuni casi alla valutazione clinica si affiancano tampone uretrale e urinocoltura.

### Diagnosi differenziale
La diagnosi differenziale deve prendere in considerazione anche:
- cancro testicolare
- congestione epididimiale a seguito di una vasectomia
- idrocele
- infezioni del tratto urinario
- orchite
- radiocolopatia
- seminoma testicolare
- spermatocele
- torsione testicolare
- trauma scrotale
- trauma testicolare

## Trattamento

### Trattamento farmacologico
Al paziente vengono somministrati antibiotici e analgesici insieme all'uso del sostegno scrotale. Al paziente vengono consigliati anche gli impacchi di ghiaccio. Tra gli antibiotici più usati troviamo:
- la levofloxacina: in pazienti che praticano sesso anale o è causata da microrganismi enterici
- la doxiciclina: in pazienti con sospetta gonorrea o epididimite acuta da clamidia
- il cotrimossazolo
- il ceftriaxone

### Prognosi
Fattori che influiscono sulla severità della malattia sono:
- età
- storia di diabete mellito
- febbre
- globuli bianchi elevati
- livelli della proteina C reattiva
- livelli di azoto ureico nel sangue

I pazienti con epididimite secondaria legata a malattie sessualmente trasmissibili corrono un rischio 2-3 volte superiore di sviluppare e trasmettere l'HIV. La prognosi è generalmente buona anche se l'epididimite può ripresentarsi in pazienti che non seguono in modo costante le cure prescritte.